# 11 (số)
11 (mười một) là một số tự nhiên ngay sau 10 và ngay trước 12.

## Trong toán học
- Số mười một là số nguyên tố.
- Căn bậc hai của 11 là 3,31662479035539.
- Bình phương của 11 là 121.
- 1/11 = 0,090909090909...

## Trong hóa học
- 11 là số hiệu nguyên tử của nguyên tố Natri (Na)

## Về thiên văn
- Tàu Apollo 11 là con tàu vũ trụ đưa con người lên mặt trăng đầu tiên.